# 富沢家住宅 (中之条町)
富沢家住宅（とみざわけじゅうたく）は、群馬県吾妻郡中之条町大道にある古民家。養蚕の便宜のため南側の屋根を兜造りとする「前兜造り」で、これは中之条町及び周辺地域に集中的に見られる様式となっている。1970年（昭和45年）6月17日、国の重要文化財に指定。

## 概要
古文書によれば富沢家の祖は、天正年間に大道（大道新田と称した）集落を拓いた須川（みなかみ町須川）の小池三郎右衛門の婿、岩下（東吾妻町岩下）の富沢四郎左ヱ門の後裔であり、一度は当地を離れたものの、子孫が再び大道に戻ったのだという。
大道峠が交通の要衝であったことを生かし、米・塩・木材・木炭・繭などの運搬・売買で富沢家は栄え、金貸しも行っていた。
当主は代々三四郎を名乗り、名主を務めた（享保19年（1734年）の文書には名主三四郎の名がある）。
富沢家住宅では寛政2年（1790年）・寛政4年（1792年）の祈祷札が発見されており、形式手法からみても寛政4年（1792年）ごろの建築と考えられている。

### 形式・規模

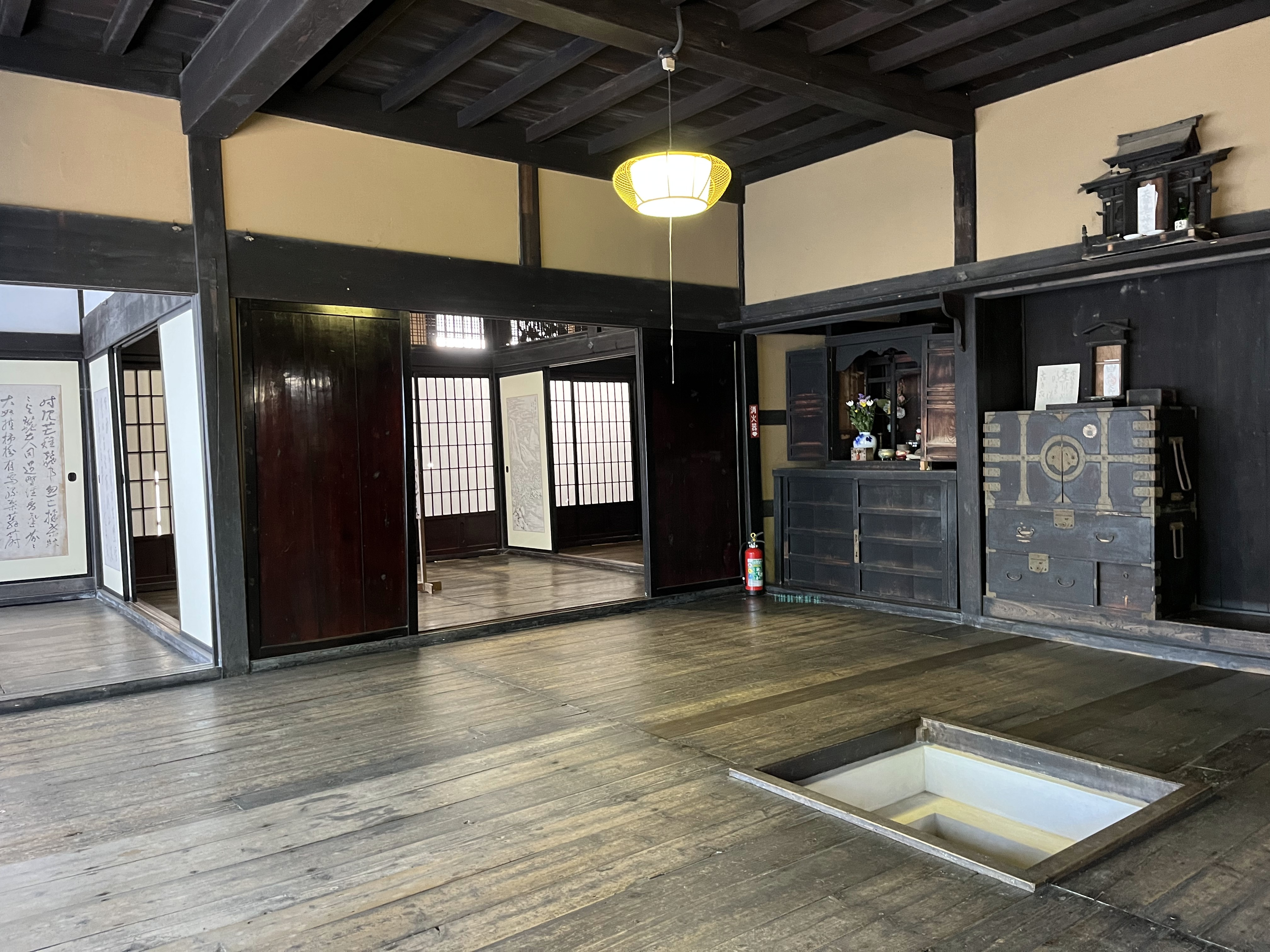
「ザシキ」から「オモテノデイ」「ナカノデイ」を望む。

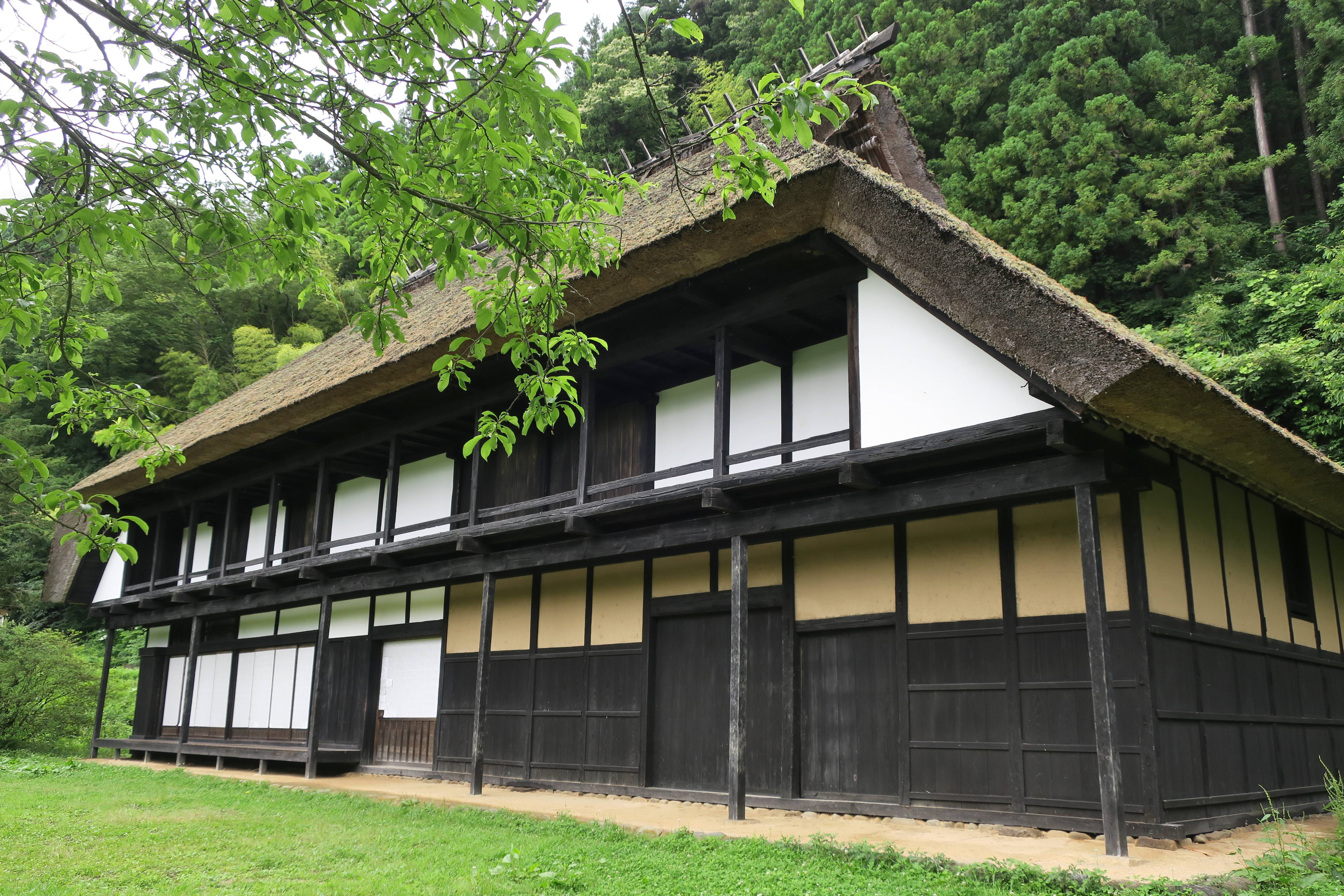
出桁造りとせがい造りの様子。上に行くほど前に飛び出す外観を呈する。

## 構造
床上柱は鉋仕上、土間の柱は釿仕上となっている。

### 形式・規模[3]
- 木造二階建、入母屋造、茅葺、前兜造
- 桁行　23.973メートル
- 梁間　12.947メートル
- 棟高　12.404メートル
- 1階面積　310.378平方メートル
- 2階面積　172.000平方メートル
- 延面積　482.378平方メートル

### 間取り[1][9]
東側を土間とし、東端には厩が並ぶ。土間の西端に幅7.7尺の「大戸口」、東寄りに7.7尺の「なかとぼ」、柱を挟んで東に5尺の「うまやとぼ」の3つの入口が南側に設けられる。いずれも片引き戸で開口部全体が開く。
西側床上部分東側（東西3間）の、北3間が「オクリ」南3間半が「ザシキ」で、「ザシキ」中央に囲炉裏がある。これらの部屋の西側（東西2間）に南から「オモテノデエ」（南北1間半）、「ナカノデエ」（南北2間）、「ジョウダン」（南北2間）が並ぶ。「ジョウダン」は北に床の間と違い棚、西に付書院を備える。これらの部屋の西は幅5尺の廊下、床上部分の南は幅半間の濡れ縁となっている。
「ジョウダン」「ナカノデエ」の天井は11尺4寸もの高さがあり竿縁天井となっている。厩の上は板天井で中2階となっているが他の2階部分よりも床面が低い。それ以外の土間、「オクリ」「ザシキ」「オモテノデエ」の天井は北側1間半を除き根太天井で、2階の床面となる。ただし「ザシキ」の囲炉裏上方は吹き抜けとなっている。
2階南側は幅4尺の縁となっており、その床は出桁造り（でげたづくり）によって1階の側柱よりも約1尺ほど持ち出されている。南側の軒はさらにせがい造りによって持ち出している。
棟は千木を載せる「さすぐし」となっている。